# Coryphospingus pileatus
Coryphospingus pileatus là một loài chim trong họ Thraupidae.